# Scotia (Nebraska)
Scotia es una villa ubicada en el condado de Greeley en el estado estadounidense de Nebraska. En el Censo de 2010 tenía una población de 318 habitantes y una densidad poblacional de 353,83 personas por km².

## Geografía
Scotia se encuentra ubicada en las coordenadas 41°28′4″N 98°42′9″O / 41.46778, -98.70250. Según la Oficina del Censo de los Estados Unidos, Scotia tiene una superficie total de 0.9 km², de la cual 0.9 km² corresponden a tierra firme y (0%) 0 km² es agua.

## Demografía
Según el censo de 2010, había 318 personas residiendo en Scotia. La densidad de población era de 353,83 hab./km². De los 318 habitantes, Scotia estaba compuesto por el 98.11% blancos, el 0.31% eran afroamericanos, el 0.94% eran amerindios, el 0% eran asiáticos, el 0% eran isleños del Pacífico, el 0.31% eran de otras razas y el 0.31% pertenecían a dos o más razas. Del total de la población el 0.63% eran hispanos o latinos de cualquier raza.